# Springfield (Maine)
Springfield – miasto w Stanach Zjednoczonych, w stanie Maine, w hrabstwie Penobscot.